# هندوراس بریتانیا
هندوراس بریتانیا، مستعمره بریتانیا بود که در حال حاضر کشور مستقل بلیز است.
این کشور برای نخستین بار توسط اسپانیایی‌ها در قرن ۱۷ میلادی مستعمره شد، منطقه ساحل خاوری آمریکای مرکزی، جنوب مکزیک، و از سال ۱۸۶۲ تا سال ۱۹۶۴ میلادی مستعمره بریتانیا بود، هنگامی که این منطقه به سورتی خودگردان شد و تا ۱۹۷۳ میلادی با نام هندوراس بریتانیا شناخته می شد. بلیز به‌طور کامل از انگلستان در سال ۱۹۸۱ میلادی مستقل شد و به یک کشور تبدیل شد. بلیز آخرین خاکی در قاره آمریکا بود که مستعمره بریتانیا به حساب می آمد.